# Битва при Мен-сюр-Луар
Битва при Мен-сюр-Луар (фр. Bataille de Meung-sur-Loire) — сражение между английскими и французскими войсками 15 июня 1429 года у города Мен-сюр-Луар во время Столетней войны.

## Предыстория
Мен-сюр-Луар — небольшой город на северном берегу реки Луары в центральной части Франции, немного к западу от Орлеана. Он контролировал мост стратегического значения во время последней фазы войны. Захваченные англичанами несколько лет назад в качестве перевалочного пункта для запланированного вторжения на юг Франции, город и мост были отбиты французами, что пресекло возможное английское движение к югу от реки.
Французская Луарская кампания 1429 года состояла из пяти битв:
- Осада Орлеана
- Битва при Жаржо
- Битва при Мен-сюр-Луар.
- Битва при Божанси (1429)
- Битва при Пате.

К концу 1428 года практически вся Франция к северу от Луары была оккупирована англичанами. Мост в Орлеане был разрушен незадолго до снятия осады. Французы потеряли контроль над всеми другими пересечениями рек. Три быстрых и малочисленных сражения при Жаржо, Мен-сюр-Луар и Божанси продемонстрировали возрождение французской армии и заложили основу для последующих французских наступлений на Реймс и Париж. Кроме того, луарская компания обернулась гибелью или пленением некоторых ведущих английских командиров, а также выкосила наиболее опытных английских лучников.

## Ход битвы
Английская оборона в Мен-сюр-Луар состояла из трех элементов: окруженного стеной города, фортификационных сооружений на мосту и большой замковой стены недалеко от города. Замок служил штаб-квартирой английскому командующему Джону Толботу.
Жанна д’Арк и герцог Жан II Алансонский контролировали армию, которая включала капитанов Жана Орлеанского, Жиля де Рэ, Потона де Сентрайля и Ла Гира. Оценки численности французских войск варьируются, но в среднем считается, что их было 6−7 тысяч человек.
Обойдя город и замок, французы пошли в лобовую атаку на укрепления на мосту и смогли захватить их к концу дня, перебив гарнизон. Захват моста помешал английскому движению к югу от Луары.